# Veronica macrostachya
Veronica macrostachya är en grobladsväxtart. Veronica macrostachya ingår i släktet veronikor, och familjen grobladsväxter.

## Underarter
Arten delas in i följande underarter:
- V. m. macrostachya
- V. m. mardinensis
- V. m. schizostegia

## Bildgalleri

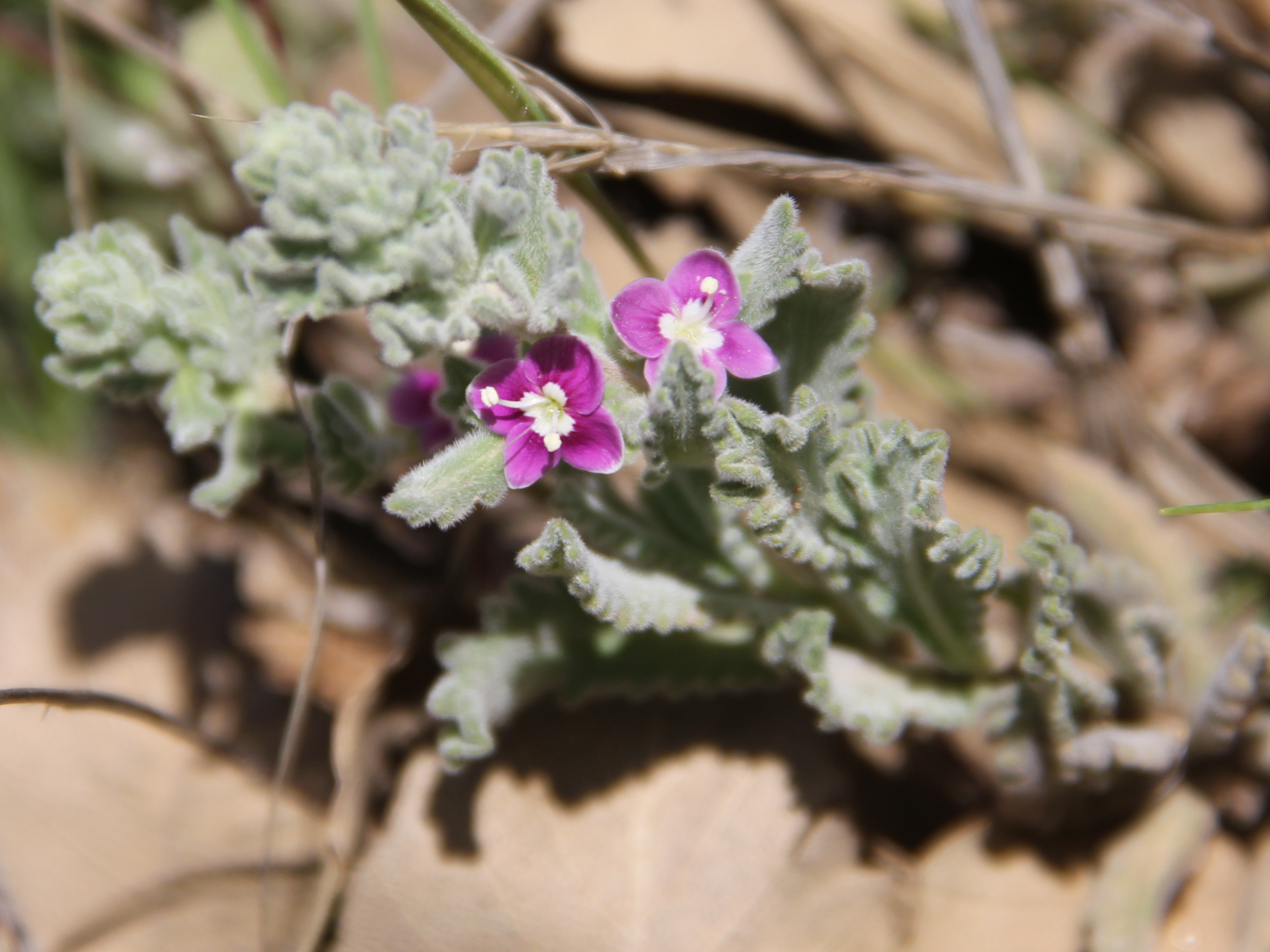